# Nalliers (Vendée)
Pour les articles homonymes, voir Nalliers.
Nalliers est une commune française située dans le département de la Vendée, en région Pays de la Loire.

## Géographie
Le territoire municipal de Nalliers s'étend sur 3 284 hectares. L'altitude moyenne de la commune est de 11 mètres, avec des niveaux fluctuant entre 1 et 44 mètres,.
Commune à la limite du Marais poitevin. Le village se situe au sud de la Vendée, entre Luçon et Fontenay-le-Comte.

### Communes limitrophes, alentours
| Saint-Aubin-la-Plaine        | Saint-Étienne-de-Brillouet    | Pouillé                                 |
| Sainte-Gemme-la-Plaine Luçon | Nalliers                      | Mouzeuil-Saint-Martin Fontenay-le-Comte |
|                              | Les Huttes Chaillé-les-Marais |                                         |

### Climat
Pour des articles plus généraux, voir Climat des Pays de la Loire et Climat de la Vendée.
En 2010, le climat de la commune est de type climat océanique altéré, selon une étude du CNRS s'appuyant sur une série de données couvrant la période 1971-2000. En 2020, Météo-France publie une typologie des climats de la France métropolitaine dans laquelle la commune est exposée à un climat océanique et est dans une zone de transition entre les régions climatiques « Bretagne orientale et méridionale, Pays nantais, Vendée » et « Littoral charentais et aquitain ». 
Pour la période 1971-2000, la température annuelle moyenne est de 12,1 °C, avec une amplitude thermique annuelle de 14,2 °C. Le cumul annuel moyen de précipitations est de 784 mm, avec 12,1 jours de précipitations en janvier et 6,2 jours en juillet. Pour la période 1991-2020, la température moyenne annuelle observée sur la station météorologique de Météo-France la plus proche, « Sainte Gemme la Plaine_sapc », sur la commune de Sainte-Gemme-la-Plaine à 6 km à vol d'oiseau, est de 13,0 °C et le cumul annuel moyen de précipitations est de 809,1 mm,. Pour l'avenir, les paramètres climatiques de la commune estimés pour 2050 selon différents scénarios d'émission de gaz à effet de serre sont consultables sur un site dédié publié par Météo-France en novembre 2022.

## Urbanisme

### Typologie
Au 1er janvier 2024, Nalliers est catégorisée bourg rural, selon la nouvelle grille communale de densité à sept niveaux définie par l'Insee en 2022.
Elle est située hors unité urbaine. Par ailleurs la commune fait partie de l'aire d'attraction de Luçon, dont elle est une commune de la couronne,. Cette aire, qui regroupe 13 communes, est catégorisée dans les aires de moins de 50 000 habitants,.

### Occupation des sols
L'occupation des sols de la commune, telle qu'elle ressort de la base de données européenne d’occupation biophysique des sols Corine Land Cover (CLC), est marquée par l'importance des territoires agricoles (85,7 % en 2018), une proportion sensiblement équivalente à celle de 1990 (86,3 %). La répartition détaillée en 2018 est la suivante : 
terres arables (49 %), prairies (30,2 %), forêts (7,3 %), zones urbanisées (6,9 %), zones agricoles hétérogènes (6,5 %). L'évolution de l’occupation des sols de la commune et de ses infrastructures peut être observée sur les différentes représentations cartographiques du territoire : la carte de Cassini (XVIIIe siècle), la carte d'état-major (1820-1866) et les cartes ou photos aériennes de l'IGN pour la période actuelle (1950 à aujourd'hui).

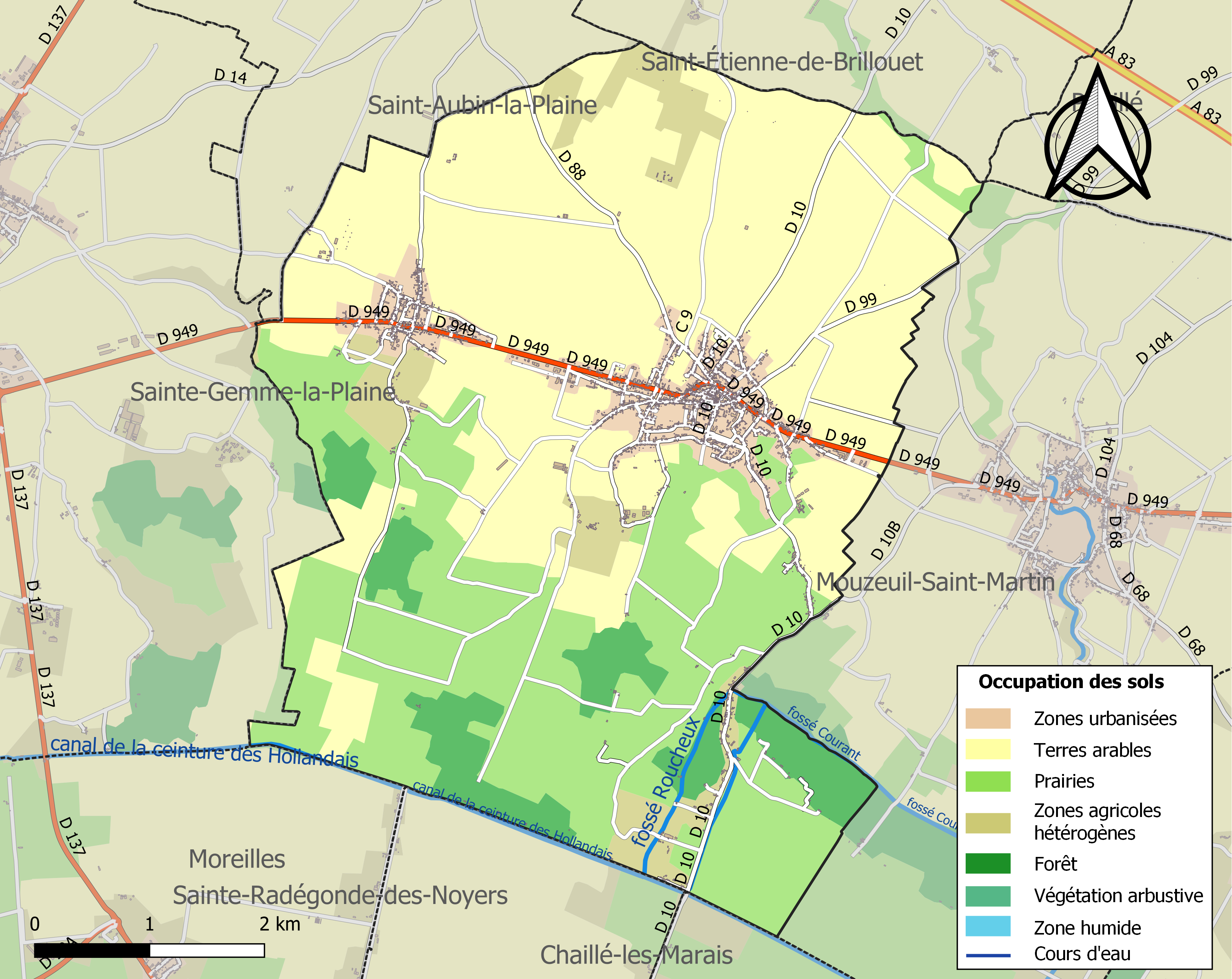
Carte des infrastructures et de l'occupation des sols de la commune en 2018 (CLC).

## Population et société

### Démographie

#### Évolution démographique
L'évolution du nombre d'habitants est connue à travers les recensements de la population effectués dans la commune depuis 1793. Pour les communes de moins de 10 000 habitants, une enquête de recensement portant sur toute la population est réalisée tous les cinq ans, les populations de référence des années intermédiaires étant quant à elles estimées par interpolation ou extrapolation. Pour la commune, le premier recensement exhaustif entrant dans le cadre du nouveau dispositif a été réalisé en 2006.

En 2022, la commune comptait 2 372 habitants, en évolution de +2,42 % par rapport à 2016 (Vendée : +5,33 %, France hors Mayotte : +2,11 %).
| 1793  | 1800  | 1806  | 1821  | 1831  | 1836  | 1841  | 1846  | 1851  |
| ----- | ----- | ----- | ----- | ----- | ----- | ----- | ----- | ----- |
| 1 635 | 1 686 | 1 679 | 1 707 | 1 829 | 2 189 | 2 264 | 2 539 | 2 675 |

| 1856  | 1861  | 1866  | 1872  | 1876  | 1881  | 1886  | 1891  | 1896  |
| ----- | ----- | ----- | ----- | ----- | ----- | ----- | ----- | ----- |
| 2 153 | 2 107 | 2 276 | 2 344 | 2 432 | 2 455 | 2 450 | 2 538 | 2 551 |

| 1901  | 1906  | 1911  | 1921  | 1926  | 1931  | 1936  | 1946  | 1954  |
| ----- | ----- | ----- | ----- | ----- | ----- | ----- | ----- | ----- |
| 2 542 | 2 423 | 2 329 | 2 078 | 2 043 | 2 024 | 1 996 | 1 959 | 1 895 |

| 1962  | 1968  | 1975  | 1982  | 1990  | 1999  | 2006  | 2011  | 2016  |
| ----- | ----- | ----- | ----- | ----- | ----- | ----- | ----- | ----- |
| 1 884 | 1 856 | 1 749 | 1 716 | 1 763 | 1 880 | 2 110 | 2 234 | 2 316 |

| 2021  | 2022  | - | - | - | - | - | - | - |
| ----- | ----- | - | - | - | - | - | - | - |
| 2 353 | 2 372 | - | - | - | - | - | - | - |

#### Pyramide des âges
En 2018, le taux de personnes d'un âge inférieur à 30 ans s'élève à 33,1 %, soit au-dessus de la moyenne départementale (31,6 %). À l'inverse, le taux de personnes d'âge supérieur à 60 ans est de 29,8 % la même année, alors qu'il est de 31,0 % au niveau départemental.
En 2018, la commune comptait 1 142 hommes pour 1 164 femmes, soit un taux de 50,48 % de femmes, légèrement inférieur au taux départemental (51,16 %).
Les pyramides des âges de la commune et du département s'établissent comme suit.
| Hommes | Classe d’âge | Femmes |
| ------ | ------------ | ------ |
| 1,0    | 90 ou +      | 3,2    |
| 9,6    | 75-89 ans    | 11,0   |
| 17,4   | 60-74 ans    | 17,4   |
| 19,9   | 45-59 ans    | 20,0   |
| 17,8   | 30-44 ans    | 16,6   |
| 15,3   | 15-29 ans    | 13,8   |
| 19,0   | 0-14 ans     | 18,0   |

| Hommes | Classe d’âge | Femmes |
| ------ | ------------ | ------ |
| 0,8    | 90 ou +      | 2,2    |
| 8,7    | 75-89 ans    | 11,1   |
| 20,3   | 60-74 ans    | 21,3   |
| 20     | 45-59 ans    | 19,4   |
| 17,5   | 30-44 ans    | 16,8   |
| 15     | 15-29 ans    | 13,2   |
| 17,7   | 0-14 ans     | 16,1   |

## Lieux et monuments
- Église Saint-Hilaire (XIIIe siècle, XVe, troisième quart du XVIIe et premier quart du XVIIIe) de style roman récemment rénovée et mise en valeur dans le centre-bourg de la commune (éclairages, pavage)[Quand ?]. Une église aux voûtes basses surplombée d'un clocher original (classé monument historique). Détails : une statue de saint Hilaire au-dessus du portail d'entrée et un magnifique vitrail moderne de Louis Mazetier (1940).
- Moulin de Nalliers dit « moulin du Champ-de-la-Truie ».
- Ancien château de l'Îlot-les-Tours (seconde moitié du XVIIe siècle).
- Chapelle de Chevrette.

## Personnalités liées à la commune
- Jean Nicolas (1913-1978), footballeur international puis entraîneur français, y est mort.
- Jack Gatteau (1944-2008), Comédien et régisseur français y est né.

### Héraldique, devise et logotype
| Blason | Blasonnement : Écartelé en sautoir : au premier, d'argent au vase de deux anses d'or ; au deuxième, d'azur à la face d'une tête de bœuf d'or ; au troisième, d'argent au moulin à vent d'or ; au quatrième ; d'azur à la face d'une tête de cheval d'or. |